# Jean Tartier
Jean Tartier, né le 22 février 1942 à La Voulte (Ardèche) et mort le 18 juillet 2025 à Trétudans,,, est un pasteur protestant français. Il est inspecteur ecclésiastique de l’Église luthérienne du pays de Montbéliard et président de la Fédération protestante de France de 1997 à 1999.

## Biographie

### Jeunesse et début de carrière
Le pasteur Jean Tartier est né le 22 février 1942 à La Voulte en Ardèche. Il est le fils de Roland Tartier, pasteur de l’Église réformée de France, et de Madeleine Tissot, infirmière,. Il étudie au lycée Cuvier à Montbéliard puis à la Faculté de théologie protestante de Strasbourg, où il obtient sa maîtrise de théologie. Appelé comme pasteur par l’Église évangélique luthérienne de France, inspection de Montbéliard, il a été animateur régional de la jeunesse évangélique luthérienne de France (1969-1974), et simultanément président du Département jeunesse de la Fédération protestante de France (1970-1975), puis pasteur de la paroisse de la vallée du Rupt, toujours au sein de l'inspection de Montbéliard (1974-1977).

### Responsabilités ecclésiales
Jean Tartier est élu inspecteur ecclésiastique de Montbéliard par le synode de l'Église évangélique luthérienne, poste qu’il occupe pendant 15 ans, de 1977 à 1992,.
Après cette longue période de responsabilité régionale, sa carrière l’entraîne vers le niveau national à Paris, où il est d’abord responsable du service des relations œcuméniques de la Fédération protestante de France de 1992 à 1997.
Le 21 septembre 1996, Jean Tartier est élu pour succéder le 1er juillet suivant au pasteur Jacques Stewart à la tête de la Fédération protestante de France. En butte à un certain nombre de critiques et d’oppositions, il démissionne en 1999.

### Fin de carrière et engagements personnels
Après sa démission du poste de président de la Fédération protestante de France, il devient pasteur de la paroisse luthérienne de Saint-Pierre-le-Jeune à Strasbourg. Il est simultanément responsable du service des relations œcuméniques  des  églises protestantes d'Alsace (2000), co-président du conseil des  Églises chrétiennes en France (1997-1999), du groupe des Dombes (2000), membre du bureau de la Conférence des pays latins d'Europe (1978). Il devient en 2003 président du conseil exécutif de l'Église évangélique luthérienne de France et du Comité national des Églises luthériennes de France (Anelf).
Après deux ans à Strasbourg, il revient en 2002 au pays de Montbéliard, appelé par la paroisse de Seloncourt, où il reste en poste jusqu’à sa retraite qu’il prend à 65 ans, en 2007. Il poursuit néanmoins encore deux engagements essentiels pour lui : la coprésidence du groupe des Dombes, groupe de théologiens catholiques et protestants, indépendant des institutions ecclésiales, qui œuvre à l'œcuménisme par la réflexion théologique, et son engagement dans l'Action des chrétiens pour l'abolition de la torture (ACAT) dont il préside la commission théologique.

### Famille
Jean Tartier se marie le 3 mai 1966 avec Erica Roehrich, elle-même pasteur de l’Église évangélique luthérienne de France. Ils ont trois enfants.

## Postérité

### Un président de la FPF en demi-teinte
La démission relativement rapide de Jean Tartier du poste de président de la Fédération protestante de France (FPF) a fait l’objet de nombreux commentaires. Il lui aurait été reproché de se laisser trop absorber par la gestion des problèmes internes au protestantisme — en partie dus à l’importance croissante des évangéliques au sein de la FPF — et de ne pas donner une visibilité suffisante au protestantisme français, alors même que de nombreux débats de société se déroulaient sans véritable apport du protestantisme, tels que celui du PACS, où la FPF n’osa pas aborder le thème de l'homosexualité,. À cela s’ajoutent quelques maladresses notables. Ainsi, tout à son enthousiasme œcuménique, il aurait par exemple commenté de façon très positive le texte pontifical annonçant le « jubilé 2000 » qui rappelait le rôle des indulgences pour les catholiques en quête de pardon, position si peu protestante qu’elle provoqua rien moins qu’une désolidarisation de la principale composante du protestantisme français, l’Église réformée de France. Son acceptation de la Légion d'honneur des mains du ministre de l'Intérieur au moment où la CIMADE dénonçait précisément les lois Chevènement comme restrictives du droit d'asile a également été une maladresse qui a marqué le milieu associatif protestant.

### Un engagement œcuménique sans faille
Le pasteur Jean Tartier a toujours été un ardent militant de l’œcuménisme, et l’œcuménisme a été l’objet de plusieurs de ses postes pastoraux. Son engagement au sein du Groupe des Dombes s’est poursuivi après sa retraite. Il disait que ce travail était une « respiration théologique ». « Plus ça va, plus je suis engagé dans cette direction, malgré les morosités et les freins » déclarait-il en 2007, affirmant aussi que « toutes les frilosités orthodoxes, catholiques, protestantes ne construisent pas l'avenir. ».